# 387P/Boattini
387P/Boattini, komet Jupiterove obitelji, objekt blizu Zemlje